# Расшуа (вулкан)
Расшу̀а (Рашоа, Котиато сан, Расьова, Хароцяцянополи) е активен, сложен стратовулкан, разположен в по-стара калдера. Намира се на едноименния остров, част от Централните Курилски острови. Административно попада в Северо-Курилски градски окръг, Сахалинска област на Русия.

## Описание
На продълговатия остров Расшуа са разположени три припокриващи се вулканични конуса, поместени в 6-километрова калдера, която пресича северната и южната брегова линия. Източният ѝ ръб попада под нивото на водата. Ерозиралият централен конус е образуван през късния плейстоцен, едновременно с изолирания конус на северозападния бряг. Лавата и пирокластичните потоци са с андезито-базалтов и андезитен състав.
- В кратера на централния конус се издигат два допълнителни конуса, формирани през холоцена.[1] Вътрешната му част е съставена от хидротермално изменени скали.[3]
- Според специалистите от Global Volcanism Program в Смитсоновия институт западният е с височина 956 м, а според СВЕРТ – 949 м.[1][2] Той е източник на потоци от лава, които запълват кратера и се спускат на изток и североизток, достигайки до брега.[1][3] На западния склон се вижда лавов поток с ширина 750 м и дължина 250 м.[3]
- Източният е пресечен от кратер с диаметър 500 – 650 м, чийто югоизточен ръб е разрушен.[1][3] Той е активен в историческо време и се предполага, че е образуван по време на изригването през 1846 г.[1]

По склоновете на вулкана преобладават тревистата растителност, гъсталаци от елша и бреза-джудже.

## Активност
През 1846 г. става исторически засвидетелствано изригване с ВЕИ = 3, което формира съвременния вид на вулкана.
Единственото друго изригване е през 1957 г. и протича със слаби експлозии. То е с ВЕИ = 1 и започва на 16 октомври ± 15 дни. По други данни през 1946 г. се наблюдават усилена паро-газова емисия и слаби фреатични взривове.
В наши дни се наблюдава фумаролна и термална активност. Фумаролите са съсредоточени в източния кратер, където са образувани 4 групи от тях, както и в седловината между двата по-високи конуса. Термалните прояви са ограничени в приливно-отливната зона в западната и източната част на острова.
Днес се провежда сателитно наблюдение на активността на вулкана, но основният мониторинг е поет от Сахалинската група за реагиране при вулканични изригвания SVERT.